# Nathan Davis (jazzmuzikant)
Nathan Tate Davis (Kansas City, 15 februari 1937 – Palm Beach, 9 april 2018) was een Amerikaanse multi-instrumentalist in de jazz (hardbop), die tenorsaxofoon, sopraansaxofoon, basklarinet en fluit speelde. Hij werkte samen met o.a. Eric Dolphy, Kenny Clarke, Ray Charles, Slide Hampton en Art Blakey.

## Biografie
Davis studeerde o.m. aan de Universiteit van Kansas. Tijdens zijn diensttijd in het Amerikaanse leger kwam hij in 1960 in Berlijn. Hij bleef uiteindelijk in Europa hangen: vanaf 1962 woonde hij in Parijs waar hij lange tijd in clubs werkte, o.a. met Kenny Clarke, Eric Dolphy, Francy Boland, Art Blakey, Larry Young en Elvin Jones. Hij studeerde hier ook verder bij André Hodeir. Terug in Amerika was hij in 1969 aan de Universiteit van Pittsburgh een van de oprichters van een jazzafdeling, die hij tot 2013 zou leiden. Hij begon hier ook een jaarlijkse seminar (met concert) en de Sonny Rollins International Jazz Archives. In 1974 promoveerde hij in ethnomusicologie aan Wesleyan University. Hij was ook redacteur van International Jazz Archives Journal.
Davis nam in de jaren zestig verschillende albums onder eigen naam op. Hij leidde een sextet met Etienne Verschueren, dat in 1970 in Montreux optrad. Hij leidde de Paris Reunion Band (1985-1989), waarin mannen actief waren als Nat Adderley, Kenny Drew, Johnny Griffin, Slide Hampton, Joe Henderson, Idris Muhammad, Dizzy Reece, Woody Shaw en Jimmy Woode. In 1991 richtte hij de postbop-groep Roots op, waarmee hij toerde en opnam.
Davis componeerde meer dan driehonderd jazzstukken, waaronder een suite gewijd aan Martin Luther King en de opera Just Above My Head. Ook schreef hij een klassiek stuk voor cello en piano, "Matryoschka Blues".
Davis overleed in Palm Beach, Florida, 81 jaar oud.

## Prijzen en onderscheidingen
In 2013 kreeg hij de Mid-Atlantic Arts Foundation's BNY Mellon Jazz Living Legacy Award uitgereikt in Kennedy Center for the Performing Arts.

## Discografie

### Als leider
- 1965: The Hip Walk (met Jimmy Woode, Kenny Clarke, Francy Boland, Carmell Jones)
- 1965: Peace Treaty (met Woody Shaw, Jean-Louis Chautemps, René Urtreger, Jimmy Woode, Kenny Clarke)
- 1965: Happy Girl  (met Woody Shaw, Larry Young, Jimmy Woode, Billy Lewis Brooks)
- 1967: The Rules of Freedom (met Hampton Hawes, Jimmy Garrison, Art Taylor)
- 1969: Jazz Concert in a Benedictine monastery
- 1971: Makatuka (met Mike Taylor, Virgil Walters, Joe Kennedy, Don Depaotis, Nelson Harrison, Wheeler Winstead)
- 1972: 6th Sense In The 11th House (met Richard Davis, Alan Dawson, Roland Hanna)
- 1976: Suite for Dr. Martin Luther King
- 1976: If (met Abraham Laboriel, George Caldwell, Dave Palmar, Willie Amoaku)
- 1982: Faces of Love
- 1987: London by Night
- 1996: Nathan Davis
- 1998: Two Originals: Happy Girl & Hip Walk
- 1999: I'm A Fool To Want You
- 2003: Rules of Freedom
- 2006: Happy Girl
- 2009: The Best of 1965-76

- Bibliothèque nationale de France: cb13893031t (data)
- Gemeinsame Normdatei: 134355768
- International Standard Name Identifier: 0000 0001 1437 1986
- Library of Congress Control Number: n85219109
- MusicBrainz: 56ffba91-807f-44cb-a2f0-49e9eab73167
- Système universitaire de documentation: 077800060
- Virtual International Authority File: 6376490
- WorldCat: E39PBJxrRJKjDdcyXWwFvpR7pP